# Antonio Vila Nadal
Antonio Vila Nadal (Barcelona, 1861-Barcelona, 21 de junio de 1941), fue un naturalista, divulgador científico y catedrático español.

## Biografía
Nació en 1861 en Barcelona. En 1883 formó parte de una expedición científica al Magreb liderada por Ignacio Bolívar. Doctor en Ciencias, en 1893 empezó a publicar La Ilustración Naturalista, órgano de la Escuela de Piscicultura de Arosa. Fue catedrático en las universidades de Granada, Santiago de Compostela y Salamanca. Más adelante, a mediados de la década de 1920, impartió clases en la Universidad de Barcelona, Fue miembro de la Sociedad Española de Historia Natural. Su fecha de fallecimiento no está clara, habiéndose notado tanto 1933 como 1941.